# Je suis le ... de Georges

Je suis le ... de Georges (I am Joe's...) est une série de films documentaires sur le corps humain originellement produite entre 1974 et 1990. Chacun présente, en une vingtaine de minutes, le fonctionnement d'un organe différent.

## Titres de la série
Les différents titres de la série sont réalisés et produits par différents réalisateurs.
Nicholson - Muir Productions et Reader's Digest
- 1974 : I Am Joe's Spine
- 1975 : I Am Joe's Stomach
- 1983 : I Am Joe's Eye
- 1984 : I Am Joe's Kidney
- 1984 : I Am Joe's Liver
- 1984 : I Am Joe's Skin

Pyramid Films et Randolph Wright
- 1986 : I Am Joe's Ear J.R. Wright

Pyramid Films et William Crain Productions
- 1987 : I Am Joe's Heart
- 1989 : I Am Joe's Foot
- 1989 : I Am Joe's Hand
- 1990 : I Am Joe's Lung

## Influences culturelles
Le film Fight Club de 1999 fait plusieurs références à la série en inventant plusieurs versions dans un but humoristique.